# Echinops
Pour le genre zoologique, voir le genre monospécifique Echinops
Genre
Classification phylogénétique
Echinops (les échinops parfois appelés oursins) est un genre de plantes à fleurs de la famille des Astéracées (ou Composées).
Le nom signifie en grec « qui a l'apparence d'un hérisson » et correspond à l'aspect des inflorescences, sortes de globes à l'aspect hérissé souvent comparés aussi aux oursins.
Attention, il existe aussi un genre de mammifères Echinops Martin, 1838.

## Caractéristiques générales
Plantes érigées à tige non ailée, glabre ou à poils appliqués, souvent blanche. Feuilles alternes très découpées à lobes épineux, les supérieures souvent engainantes. Inflorescence sphérique formée de très nombreux capitules comportant chacun une seule fleur tubulée à cinq lobes entourée de bractées persistantes.
Surtout méditerranéens ou croissant dans les steppes d'Europe centrale et de l'Est, comme Echinops exaltatus, originaire d'Europe centrale, et Echinops ruthenicus originaire du sud de la Russie, les echinops apprécient les lieux ensoleillés, secs et rocheux.

## Principales espèces
- Echinops albicaulis Kar. & Kir.

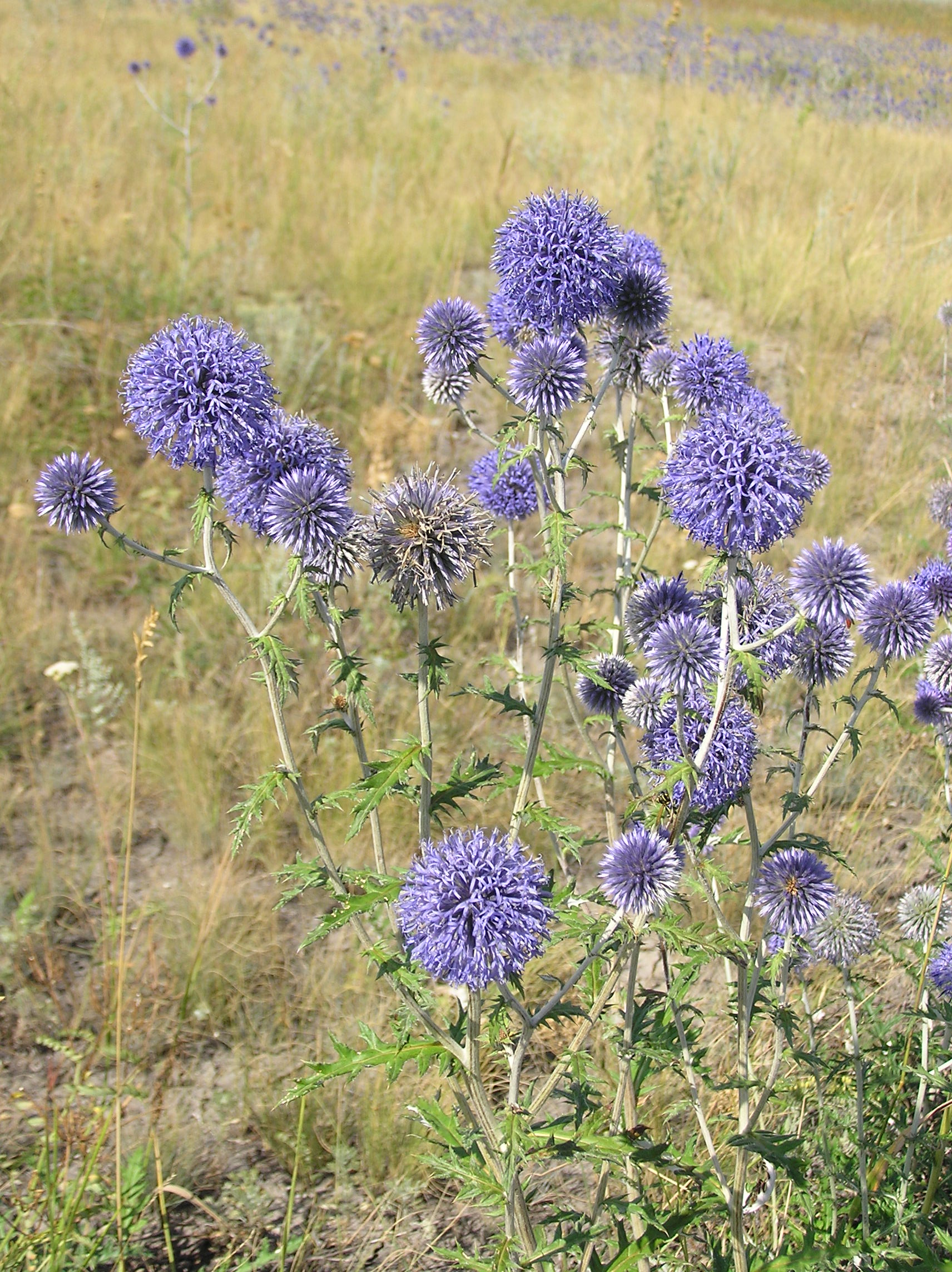
Echinops ruthenicus dans une steppe saline près de Saratov en Russie.

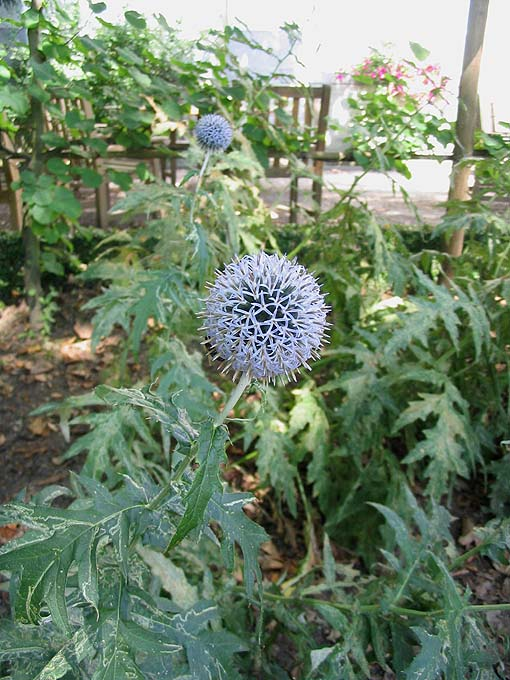
Echinops bannaticus

- Echinops bannaticus Rochel ex Schrad.
- Echinops comigerus DC.
- Echinops equinatus Roxb.
- Echinops exaltatus Schrad. (oursin de Hongrie)
- Echinops karatavicus Regel ex Schmalh.
- Echinops latifolius Tausch
- Echinops niveus Wall. ex DC.
- Echinops pungens Trautv.
- Echinops ritro L. (azurite, oursin bleu)
  - Echinops ritro subsp. ruthenicus (M.Bieb.) Nyman [syn. Echinops ruthenicus M.Bieb.] (oursin russe)
- Echinops setifer Iljin
- Echinops sphaerocephalus L. (Oursin à têtes rondes)
- Echinops spinosissimus Turra
- Echinops strigosus L.
- Echinops × pellenzianus Hugin & W.Lohmeyer
- Echinops viscosus Reichenb